# کانی فسفاتی

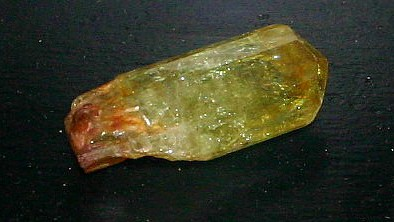
آپاتیت

کانی فسفاتی (انگلیسی: Phosphate mineral) شامل هم‌آرایی چهاروجهی یون فسفات (PO43−) و گاهی به همراه جایگزینی آرسنات (AsO43−)، وانادات (VO43−) و آنیون‌های کلرید (Cl−)، فلورید (F−) و هیدروکسید (OH−) دارای ساختار بلوری است.
کانی‌های فسفاتی گستردگی و تنوع بسیاری دارند با این حال تعداد کمی از آن‌ها نسبتاً رایج و فراوان است.